# 北薩火山群
北薩火山群（ほくさつかざんぐん）は、九州南西部、鹿児島県薩摩地方北部の藺牟田池付近を中心として東西約50キロメートル、南北約40キロメートルの範囲に広がる火山群である。

## 概要
四万十層群と呼ばれる基盤地層の上に比較的小規模な溶岩流、溶岩ドーム、火砕流堆積物などが散在している。各所に湖底堆積物の地層も残されており、火山活動によってつくられたカルデラ湖あるいは堰止め湖が存在していたと考えられている。火山の活動時期は漸新世から更新世にかけてであり、比較的新しい藺牟田火山や丸山などを除いて侵食が進んでおり火山としての原形を留めていない山塊が多い。火山活動の名残として多くの熱水鉱床が形成されており、串木野鉱山、入来鉱山、山ヶ野金山などの鉱山が開発された。また、湯之元温泉、川内高城温泉、宮之城温泉、市比野温泉、藺牟田温泉、郡山温泉など多くの温泉地を抱える。

## 西部
薩摩川内市といちき串木野市の境界付近に前期漸新世に活動した比較的古い火山群がある。おおむね安山岩から成っているが、形成から長い年月を経ており変質している場所が多い。
- 辨財天山 - 標高518.7メートル
- 冠岳 - 標高516.4メートル

## 南部
鹿児島市、日置市、薩摩川内市の境界付近に後期漸新世に活動した火山群がある。おおむね安山岩と流紋岩から成っており、八重山付近には玄武岩も見られる。
- 重平山 - 標高523.1メートル
- 八重山 - 標高676.8メートル

鹿児島市と姶良市の境界付近に中期更新世に活動した比較的新しい火山群がある。おおむね安山岩とデイサイトから成っている。
- 赤崩 - 標高579.0メートル
- 牟礼ヶ岡 - 標高552.3メートル

## 中部

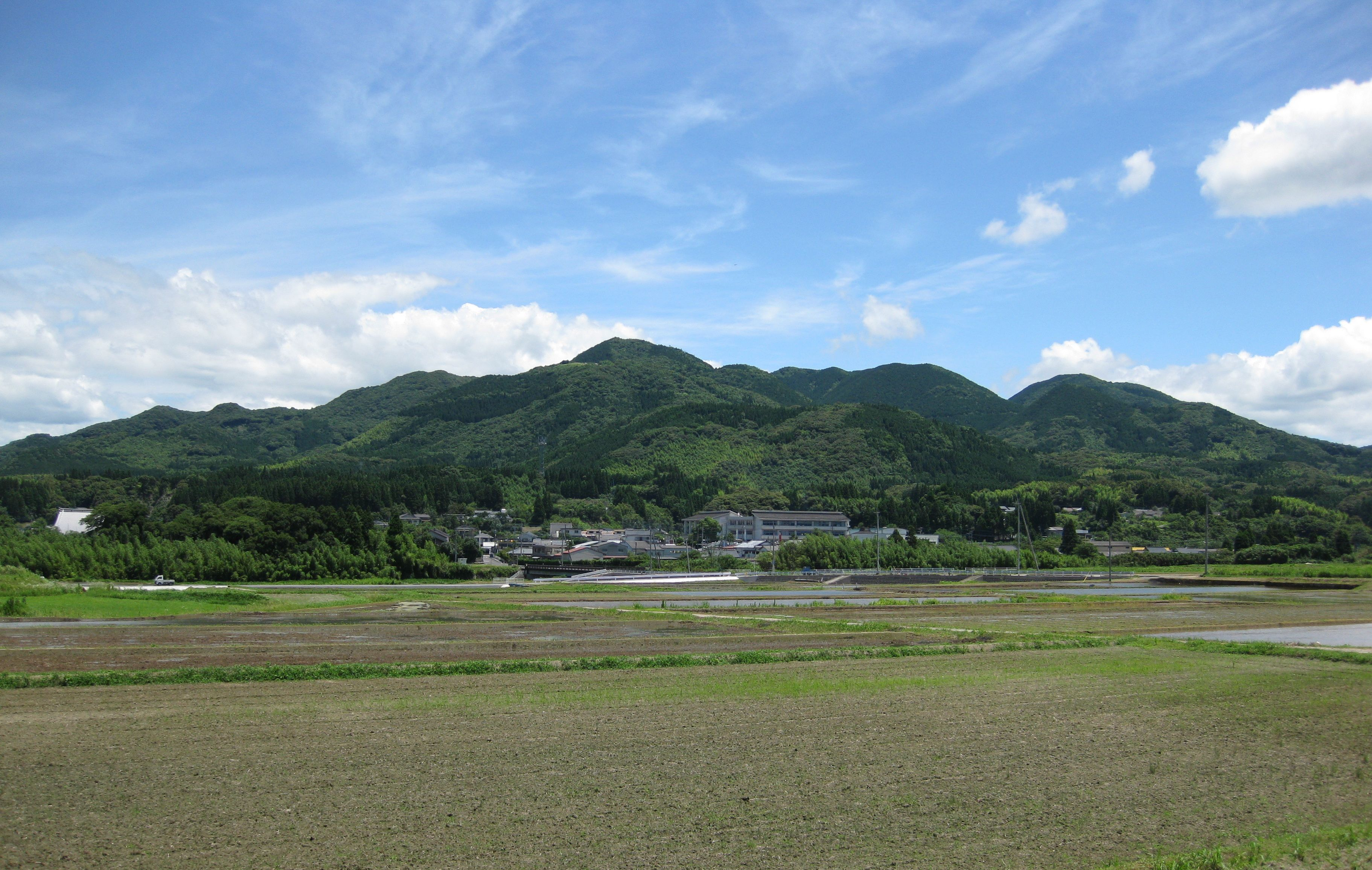
藺牟田火山

薩摩川内市とさつま町の境界付近に中期更新世に活動した比較的新しい火山群がある。主に安山岩から成っている。
- 丸山 - 薩摩丸山とも呼ばれる標高217.8メートルの溶岩ドーム
- 藺牟田火山 - 藺牟田池を囲むようにして連なる溶岩ドーム群。東西約4キロメートル、南北約7キロメートルの範囲に広がる山塊を構成している。
  - 舟見岳 - 標高498.8メートル
  - 山王岳 - 標高491メートル
  - 片城山 - 標高508.8メートル
  - 遠見ヶ城 - 標高474メートル
  - 飯盛山 - 標高432メートル、藺牟田富士とも呼ばれる

## 東部
さつま町と霧島市の境界付近を中心とした直径約15キロメートルの範囲に前期更新世に活動した火山群がある。おおむね安山岩と玄武岩から成っている。
- 矢止岳 - 標高669.7メートル
- 中岳 - 標高654.4メートル
- 烏帽子岳 - 標高702.9メートル
- 長尾山 - 標高680.1メートル
- 国見岳 - 標高648.6メートル
- 安良岳 - 標高607メートル